# رد کافی
رد کافی (انگلیسی: Red Coffey؛ ‏ ۲۴ آوریل ۱۹۲۳ – ۱ اوت ۱۹۸۸) صداپیشه و کمدین اهل ایالات متحده آمریکا بود. Coffey also appeared on KTTV's The Dude Martin Show